# Atanus declivatus
Atanus declivatus är en insektsart som beskrevs av Rauno E. Linnavuori 1959. Atanus declivatus ingår i släktet Atanus och familjen dvärgstritar. Inga underarter finns listade i Catalogue of Life.